# Tteokbokki

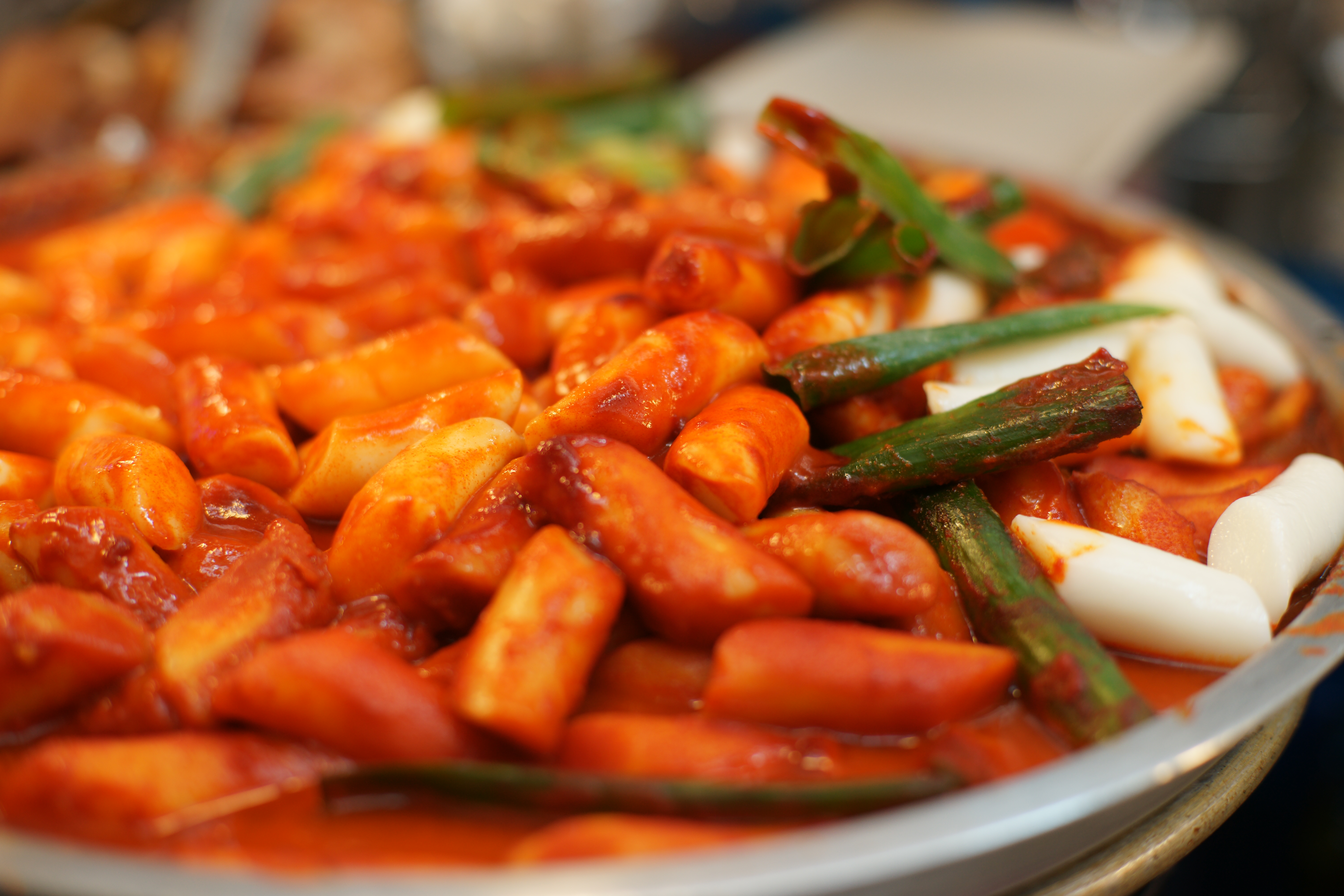
Tteokbokki

Tteokbokki, även känd som Topokki eller Tteokbokgi, är en populär kryddstark koreansk smårätt. Tteokbokki lagas av tteok, kött, grönsaker, ägg och kryddan gochujang i vatten.